# Archidiocèse de Rosario
L'archidiocèse de Rosario (en latin : archidioecesis Rosariensis ; en espagnol : arquidiócesis de Rosario) est un archidiocèse métropolitain de l'Église catholique en Argentine.

## Territoire

Archidiocèse de Rosario
Suffragants

Il comprend les départements de Belgrano, Iriondo, Rosario, San Lorenzo ainsi qu'une partie des départements de Caseros et Constitución de la province de Santa Fe ce qui représente un territoire de 13 500 km2 divisé en 125 paroisses.
Le siège archiépiscopal est dans la ville de Rosario où se trouve la cathédrale-basilique Notre-Dame-du-Rosaire ainsi que les basiliques mineures Saint-Josephet de Notre-Dame de Lourdes qui possède une réplique de la grotte de Lourdes.

## Historique
Le diocèse de Rosario est érigé le 20 avril 1934 par la constitution apostolique Nobilis Argentinae nationis du pape Pie XI en prenant une partie du territoire de l'archidiocèse de Santa Fe (aujourd'hui archidiocèse de Santa Fe de la Vera Cruz) dont Rosario devient le suffragant.
Le 5 juillet 1947, le pape Pie XII institue le chapitre de la cathérale par la constitution apostolique Ut in cathedralibus.
Par la lettre apostolique Quae nobis du 2 septembre 1954, Pie XII décrète que la Vierge Marie honorée sous le vocable de Notre-Dame du Rosaire est la patronne principale du diocèse ainsi que de la ville de Rosario.
Il cède une portion de son territoire le 12 août 1963 pour l'érection du diocèse de Venado Tuerto ; dans le même temps, il est élevé au rang d'archidiocèse métropolitain par la constitution apostolique Summorum Pontificum du pape Paul VI avec les diocèses de San Nicolás de los Arroyos et Venado Tuerto comme suffragants.

## Évêques et archevêques
évêques
- Antonio Caggiano (13 septembre 1934 - 15 août 1959), nommé archevêque de Buenos Aires
- Silvino Martínez (21 septembre 1959 - 27 janvier 1961)
- Guillermo Bolatti (11 juillet 1961 - 12 août 1963), devient archevêque de Rosario

archevêques
- Guillermo Bolatti (12 août 1963 - 7 août 1982)
- Jorge Manuel López (19 janvier 1983 - 20 novembre 1993)
- Eduardo Vicente Mirás (20 novembre 1993 - 22 décembre 2005)
- José Luis Mollaghan (22 décembre 2005 - 19 mai 2014), nommé membre de la congrégation pour la doctrine de la foi
- Eduardo Eliseo Martín, depuis le 4 juillet 2014